# Campeonato Cearense de Futebol Sub-20
O  Campeonato Cearense Sub-20 é uma competição futebolística brasileira de categoria de base organizada pela Federação Cearense de Futebol (FCF). Ela corresponde a categoria sub-20 do campeonato estadual do Ceará.

## História
A competição começou a ser disputada no ano de 1972, como Campeonato Cearense de Juniores, mantendo essa nomenclatura até 1997, o Fortaleza conquistou o primeiro título. O Tricolor do Pici é o maior vencedor dessa primeira fase do estadual com onze troféus.
Em 1998, a competição passou a ser denominada de Campeonato Cearense Sub-20. O torneio sofreu diversas interrupções, não tendo sido disputado entre 1999 e 2000; 2004; e de 2006 a 2010, retornando definitivamente desde 2011.

## Campeões
Campeões até 2006
| Ano  | Campeão                     | Ref.  |
| ---- | --------------------------- | ----- |
| 1972 | Fortaleza                   | [ 1 ] |
| 1973 | Fortaleza                   | [ 1 ] |
| 1974 | Fortaleza                   | [ 1 ] |
| 1975 | Ceará                       | [ 1 ] |
| 1976 | Fortaleza                   | [ 1 ] |
| 1977 | Ferroviário                 | [ 1 ] |
| 1978 | Fortaleza                   | [ 1 ] |
| 1979 | Ferroviário                 | [ 1 ] |
| 1980 | Fortaleza                   | [ 1 ] |
| 1981 | Fortaleza                   | [ 1 ] |
| 1982 | Ferroviário                 | [ 1 ] |
| 1983 | Fortaleza                   | [ 1 ] |
| 1984 | Ceará                       | [ 1 ] |
| 1985 | Fortaleza                   | [ 1 ] |
| 1986 | Fortaleza                   | [ 1 ] |
| 1987 | Ferroviário                 | [ 1 ] |
| 1988 | Ceará                       | [ 1 ] |
| 1989 | Ceará                       | [ 1 ] |
| 1990 | Tiradentes                  | [ 1 ] |
| 1991 | Ceará                       | [ 1 ] |
| 1992 | Ferroviário                 | [ 1 ] |
| 1993 | Ceará                       | [ 1 ] |
| 1994 | Atlético Cearense           | [ 1 ] |
| 1995 | Ceará                       | [ 1 ] |
| 1996 | Ferroviário                 | [ 1 ] |
| 1997 | Fortaleza                   | [ 1 ] |
| 1998 | Fortaleza                   | [ 2 ] |
| 2001 | Fortaleza                   | [ 2 ] |
| 2002 | Atlético Cearense Fortaleza | [ 2 ] |
| 2003 | Fortaleza                   | [ 2 ] |
| 2005 | Fortaleza                   | [ 2 ] |
| 2006 | Ferroviário                 | [ 2 ] |

Após 2011

### Títulos por clube
| Pos  | Clube                    | Título | Vice | Semifinais |
| ---- | ------------------------ | ------ | ---- | ---------- |
| 1.º  | Fortaleza                | 21     | 5    | 2          |
| 2.º  | Ceará                    | 12     | 1    | 5          |
| 3.º  | Ferroviário              | 7      | 1    | 4          |
| 4.º  | Floresta                 | 2      | —    | 6          |
| 5.º  | Atlético Cearense (FCAC) | 2      | —    | 2          |
| 6.º  | Tiradentes-CE            | 1      | 3    | —          |
| 7.º  | Tirol                    | 1      | 1    | 1          |
| 8.º  | Horizonte                | 1      | 1    | —          |
| 9.º  | Aliança                  | —      | 1    | —          |
| 9.º  | Juventus-CE              | —      | 1    | —          |
| 11.º | Estação                  | —      | —    | 2          |
| 12.º | Atlético Cearense (CAC)  | —      | —    | 1          |
| 12.º | Eusébio                  | —      | —    | 1          |
| 12.º | São Gonçalo-CE           | —      | —    | 1          |
| 12.º | Terra e Mar              | —      | —    | 1          |
| 12.º | União-CE                 | —      | —    | 1          |

### Títulos por cidades
| Pos | Cidade                  | Título | Vice | Semifinais |
| --- | ----------------------- | ------ | ---- | ---------- |
| 1.º | Fortaleza               | 46     | 12   | 25         |
| 2.º | Horizonte               | 1      | 1    | —          |
| 3.º | Viçosa do Ceará         | —      | 1    | —          |
| 4.º | Eusébio                 | —      | —    | 1          |
| 4.º | São Gonçalo do Amarante | —      | —    | 1          |